# Mendavia
Mendavia és un municipi de Navarra, a la comarca de Ribera del Alto Ebro, dins la merindad d'Estella. Limita al nord amb Lazagurría i Los Arcos; al sud amb La Rioja; a l'est con Sesma i Alcanadre i a l'oest amb Agoncillo, Viana i Bargota.
Els préssecs, espàrrecs i pebrots vermells dels horts a la vora de l'Ebre a Mendavia, són de molt bona qualitat. També es cultiven aranyons.

## Demografia
| Evolució demogràfica                                | Evolució demogràfica | Evolució demogràfica | Evolució demogràfica | Evolució demogràfica | Evolució demogràfica | Evolució demogràfica | Evolució demogràfica | Evolució demogràfica | Evolució demogràfica | Evolució demogràfica |
| 1996                                                | 1998                 | 1999                 | 2000                 | 2001                 | 2002                 | 2003                 | 2004                 | 2005                 | 2006                 | 2007                 |
| --------------------------------------------------- | -------------------- | -------------------- | -------------------- | -------------------- | -------------------- | -------------------- | -------------------- | -------------------- | -------------------- | -------------------- |
| 3 521                                               | 3 543                | 3 563                | 3 580                | 3 571                | 3 741                | 3 719                | 3 722                | 3 757                | 3 773                | 3 789                |
| Fonts: Mendavia i Institut d'Estadística de Navarra |                      |                      |                      |                      |                      |                      |                      |                      |                      |                      |

## Festes
- 23 - 30 d'agost, Sant Joan Bautista.
- 16 de gener, Sant Antón.

## Personatges cèlebres
Roque Romero Sainz va néixer a Mendavia l'any 1910. L'any 1951 va fundar el Club Nàutic de Lloret de Mar. Fou també un promotor actiu del beisbol a Espanya entre 1950 i 1970, l'época daurada d'aquest esport a la península. Fundador i president dels Pops de Lloret, club de beisbol i president de la Federació Catalana de Beisbol, va morir a Barcelona l'any 1997.

## Agermanaments
- Saint-Yzan-de-Soudiac